# George Soros
George Soros (născut György Schwartz; 12 august 1930) este un investitor și filantrop maghiaro-american. La data de mai 2025, el are o valoare netă de 7,2 miliarde USD, după ce a donat peste 32 de miliarde de dolari către Open Society Foundations, din care 15 miliarde au fost deja distribuiți, reprezentând 64% din averea sa inițială. În 2020, revista Forbes l-a numit pe Soros „cel mai generos donator” în funcție de procentul din valoarea netă.
Născut în Budapesta într-o familie evreiască nereligioasă, Soros a supraviețuit ocupației naziste a Ungariei și s-a mutat în Regatul Unit în 1947. A studiat la London School of Economics și a obținut o licență (BSc) în filosofie în 1951, urmată de un master (Master of Science), tot în filosofie, în 1954.  Soros și-a început cariera lucrând la bănci comerciale britanice și americane, înainte de a-și înființa primul hedge fund, Double Eagle, în 1969. Profiturile din acest fond au finanțat înființarea Soros Fund Management, al doilea său hedge fund, în 1970. Double Eagle a fost redenumit Quantum Fund și a devenit principala firmă pe care Soros a condus-o. La înființare, Quantum Fund avea active de 12 milioane USD, iar până în 2011 acestea ajunseseră la 25 de miliarde USD, reprezentând majoritatea averii sale.
Soros este cunoscut sub numele de „Omul care a spart Banca Angliei” datorită vânzării pe termen scurt a unui miliard de lire sterline, câștigând un profit de un miliard de dolari în timpul crizei valutare din 1992, Miercurea Neagră. Bazându-se pe studiile sale timpurii de filosofie, Soros a formulat teoria generală a reflexivității pentru piețele de capital, oferind perspective asupra bulelor speculative și a valorii fundamentale a titlurilor financiare, precum și a discrepanțelor de valoare folosite pentru vânzări pe termen scurt și derivate.
Soros sprijină cauze politice progresiste și liberale, cărora le alocă donații prin intermediul Open Society Foundations. Între 1979 și 2011, a donat peste 11 miliarde de dolari pentru diverse cauze filantropice; până în 2017, donațiile sale pentru „inițiative civile de reducere a sărăciei, transparență și burse universitare” totalizau 12 miliarde de dolari. El a influențat prăbușirea comunismului în Europa de Est la sfârșitul anilor 1980 și începutul anilor 1990, și a oferit una dintre cele mai mari donații europene pentru învățământul superior către Central European University din orașul său natal. Finanțarea extinsă a cauzelor politice de către Soros l-a transformat într-un „spaimă a naționaliștilor europeni”. Numeroși teoreticieni de extrema dreaptă au promovat teorii ale conspirației care îl descriu pe Soros ca un „marionetist” periculos din spatele unor presupuse comploturi globale. Criticile aduse lui Soros, care este de origine evreiască, au fost adesea etichetate drept teorii ale conspirației antisemite. În 2018, The New York Times a raportat că „teoriile conspirației despre el au intrat în mainstream, în aproape fiecare colț al Partidului Republican”.

## Viața timpurie și educație
György Schwartz s-a născut pe 12 august 1930 în Budapesta, în Regatul Ungariei, într-o familie evreiască prosperă, nereligioasă. Soros a descris ironic casa sa ca fiind antisemită. Familia mamei sale, Erzsébet (cunoscută și ca Elizabeth), deținea un magazin de mătase de succes. Tatăl său, Tivadar (cunoscut și ca Teodoro Ŝvarc), era avocat și un cunoscut autor de esperanto care a editat revista literară Literatura Mondo și l-a învățat pe fiul său să vorbească această limbă. Tivadar fusese prizonier de război în timpul și după Primul Război Mondial până când a evadat din Rusia și s-a reîntors la familia sa în Budapesta.
Părinții lui Soros s-au căsătorit în 1924. În 1936, familia Soros și-a schimbat numele din "Schwartz" (germano-evreiesc) în "Soros", ca o camuflaj protector în Ungaria tot mai antisemită. Tivadar a apreciat noul nume pentru că este un palindrom și datorită semnificației sale. În maghiară, soros înseamnă "următorul"; în esperanto înseamnă "se va înălța".

Soros avea 13 ani în martie 1944 când Germania Nazistă a ocupat Ungaria. Aceștia le-au interzis copiilor evrei să meargă la școală, iar Soros și alți copii au fost obligați să se prezinte la Judenrat ("Consiliul Evreiesc"), care fusese înființat în timpul ocupației. Soros a descris mai târziu această perioadă scriitorului Michael Lewis:
Consiliul Evreiesc i-a cerut copiilor mici să distribuie notificările de deportare. Mi s-a spus să merg la Consiliul Evreiesc. Și acolo mi s-au dat aceste mici bucăți de hârtie... Am luat această bucată de hârtie la tatăl meu. El a recunoscut-o imediat. Aceasta era o listă a avocaților evrei maghiari. El a spus: "Du aceste bucăți de hârtie și spune oamenilor că dacă se prezintă, vor fi deportați". Nu sunt sigur în ce măsură știa că vor fi gazați. Am făcut ce mi-a spus tatăl meu.
Soros nu s-a mai întors la acea slujbă; familia sa a supraviețuit războiului cumpărând documente care să ateste că erau creștini. Mai târziu în acel an, la vârsta de 14 ani, Soros s-a prefăcut a fi finul creștin al unui funcționar din Ministerul Agriculturii al guvernului colaboraționist maghiar, care avea el însuși o soție evreică în ascunzătoare. Într-o ocazie, în loc să-l lase pe băiat de 14 ani singur, funcționarul l-a luat pe Soros cu el în timp ce inventaria proprietățile confiscate unei familii evreiești. Tivadar a salvat nu doar familia sa imediată, ci și mulți alți evrei maghiari, iar Soros a scris mai târziu că 1944 a fost "cel mai fericit [an] din viața lui", pentru că i-a oferit oportunitatea de a fi martor la eroismul tatălui său. În 1945, Soros a supraviețuit Asediul Budapestei, în care forțele sovietice și germane au luptat casă cu casă prin oraș. George și mama sa au petrecut ceva timp ascunzându-se cu familia Elza Brandeisz și chiar au participat cu ei la biserica luterană. La vârsta de 17 ani, Soros s-a mutat la Paris înainte de a se stabili în final în Anglia. Acolo a devenit student la London School of Economics. În timp ce era student al filozofului Karl Popper, Soros a lucrat ca portar la cale ferată și ca ospătar, primind odată 40 de lire de la o organizație caritabilă quakeră. Soros stătea uneori la Speakers' Corner predând despre virtuțile internaționalismului în esperanto, pe care o învățase de la tatăl său. Soros a obținut Bachelor of Science în filozofie în 1951 și Master of Science în filozofie în 1954 de la London School of Economics. După absolvire, a vrut să rămână în universitate și să lucreze ca profesor, dar notele sale nu au fost suficient de bune, ceea ce l-a determinat să lucreze pentru o firmă de investiții din Londra.

## Carieră financiară

### Experiență timpurie în afaceri
Într-o discuție la Los Angeles World Affairs Council din 2006, Alvin Shuster, fost redactor-șef pentru străinătate al ziarului Los Angeles Times, l-a întrebat pe Soros: *„Cum ajunge cineva de la imigrant la financiar? ... Când ai realizat că știi cum să faci bani?”*. Soros a răspuns: *„Ei bine, am avut diverse slujbe și am ajuns să vând articole de lux pe litoral, în magazine de suveniruri, și m-am gândit că nu pentru asta sunt făcut. Așa că am scris fiecărui director general al fiecărei bănci comerciale din Londra, am primit doar una sau două răspunsuri și, în final, așa am obținut un post la o bancă comercială.”*

### Singer și Friedlander
În 1954, Soros și-a început cariera financiară la banca comercială Singer & Friedlander din Londra. A lucrat inițial ca funcționar, apoi s-a transferat în departamentul de arbitraj. Un coleg, Robert Mayer, i-a sugerat să încerce să se angajeze la firma de brokeraj a tatălui său, F.M. Mayer din New York.

### F. M. Mayer
În 1956, Soros s-a mutat în New York, unde a lucrat ca trader de arbitraj la F. M. Mayer (1956–59). S-a specializat în acțiuni europene, care deveneau tot mai populare în rândul investitorilor instituționali americani după formarea Comunității Carbonului și Oțelului, care ulterior a devenit Piața Comună.

### Wertheim și Co.
În 1959, după trei ani la F. M. Mayer, Soros s-a mutat la Wertheim & Co.. Plănuia să rămână acolo cinci ani, suficient timp pentru a strânge 500.000 de dolari, după care intenționa să se întoarcă în Anglia pentru a studia filosofia. A lucrat ca analist de titluri europene până în 1963.
În această perioadă, Soros a dezvoltat teoria reflexivității pentru a extinde ideile profesorului său de la London School of Economics, Karl Popper. Reflexivitatea susține că valorile de piață sunt adesea dictate de ideile greșite ale participanților, nu doar de fundamentalele economice ale situației. Ideile și evenimentele se influențează reciproc în bucle reflexive de feedback. Soros a argumentat că acest proces duce la cicluri pro-ciclice „virtuoase” sau „vicioase” de boom și prăbușire, în contrast cu previziunile de echilibru ale economiei neoclasice standard.

### Arnhold și S. Bleichroeder
În perioada 1963-1973, experiența lui Soros ca vicepreședinte la Arnhold and S. Bleichroeder nu i-a stârnit prea mult entuziasm pentru job; afacerile erau lente după introducerea Taxei de egalizare a dobânzii, care a subminat viabilitatea tranzacțiilor europene ale lui Soros. A petrecut anii 1963-1966 concentrându-se în principal pe revizuirea tezei sale de doctorat în filosofie. În 1966, a înființat un fond cu 100.000 de dolari ai companiei pentru a-și experimenta strategiile de tranzacționare.
În 1969, Soros a înființat fondul de hedging Double Eagle cu un capital de 4 milioane de dolari din investitori, inclusiv 250.000 de dolari din banii săi proprii. Fondul avea sediul în Curaçao, Antilele Olandeze. Double Eagle însuși a fost o ramură a fondului First Eagle al Arnhold and S. Bleichroeder, înființat de Soros și președintele firmei Henry H. Arnhold în 1967.
În 1973, fondul Double Eagle avea 12 milioane de dolari și a format baza Fondului Soros. George Soros și Jim Rogers au primit randamente asupra cotei lor de capital plus 20% din profituri în fiecare an.

### Soros Fund Management
În anul 1970, Soros a fondat Soros Fund Management și a devenit președintele acesteia. Printre cei care au ocupat poziții de conducere în diferite perioade se numără Jim Rogers, Stanley Druckenmiller, Mark Schwartz, Keith Anderson și cei doi fii ai lui Soros.
În 1973, din cauza unor potențiale conflicte de interese care îi limitau capacitatea de a gestiona cele două fonduri, Soros a demisionat de la conducerea fondului Double Eagle. Apoi a înființat Soros Fund și le-a oferit investitorilor din Double Eagle Fund opțiunea de a se transfera la noul fond sau de a rămâne cu Arnhold și S. Bleichroeder.
Până când a fost redenumit Quantum Fund, valoarea fondului a crescut la 12 milioane de dolari, din care doar o mică parte reprezentau banii proprii ai lui Soros. El și Jim Rogers au reinvestit atât randamentele obținute din fond, cât și o mare parte din comisioanele de performanță de 20%, mărind astfel participația lor.
Până în 1981, fondul a crescut la 400 de milioane de dolari, dar o pierdere de 22% în acel an și retrageri substanțiale ale unor investitori l-au redus la 200 de milioane de dolari.
În iulie 2011, Soros a anunțat că a returnat fondurile investitorilor externi (evaluate la 1 miliard de dolari) și a investit în schimb din averea sa familială de 24,5 miliarde de dolari, din cauza modificărilor din regulile de divulgare ale U.S. Securities and Exchange Commission, pe care le considera ca ar compromite confidențialitatea față de investitorii săi. Fondul obținuse până atunci randamente medii anuale compuse de peste 20%.
În 2013, Quantum Fund a obținut profituri de 5,5 miliarde de dolari, devenind din nou cel mai de succes fond de hedging din istorie. De la înființarea sa în 1973, fondul a generat 40 de miliarde de dolari.
În 2015, fondul a anunțat că va injecta 300 de milioane de dolari pentru a finanța expansiunea Fen Hotels, o companie argentiniană de hoteluri. Fondurile vor fi utilizate pentru dezvoltarea a 5.000 de camere de hotel în următorii trei ani în diferite țări din America Latină.

### Criza economică din anii 1990 și 2000

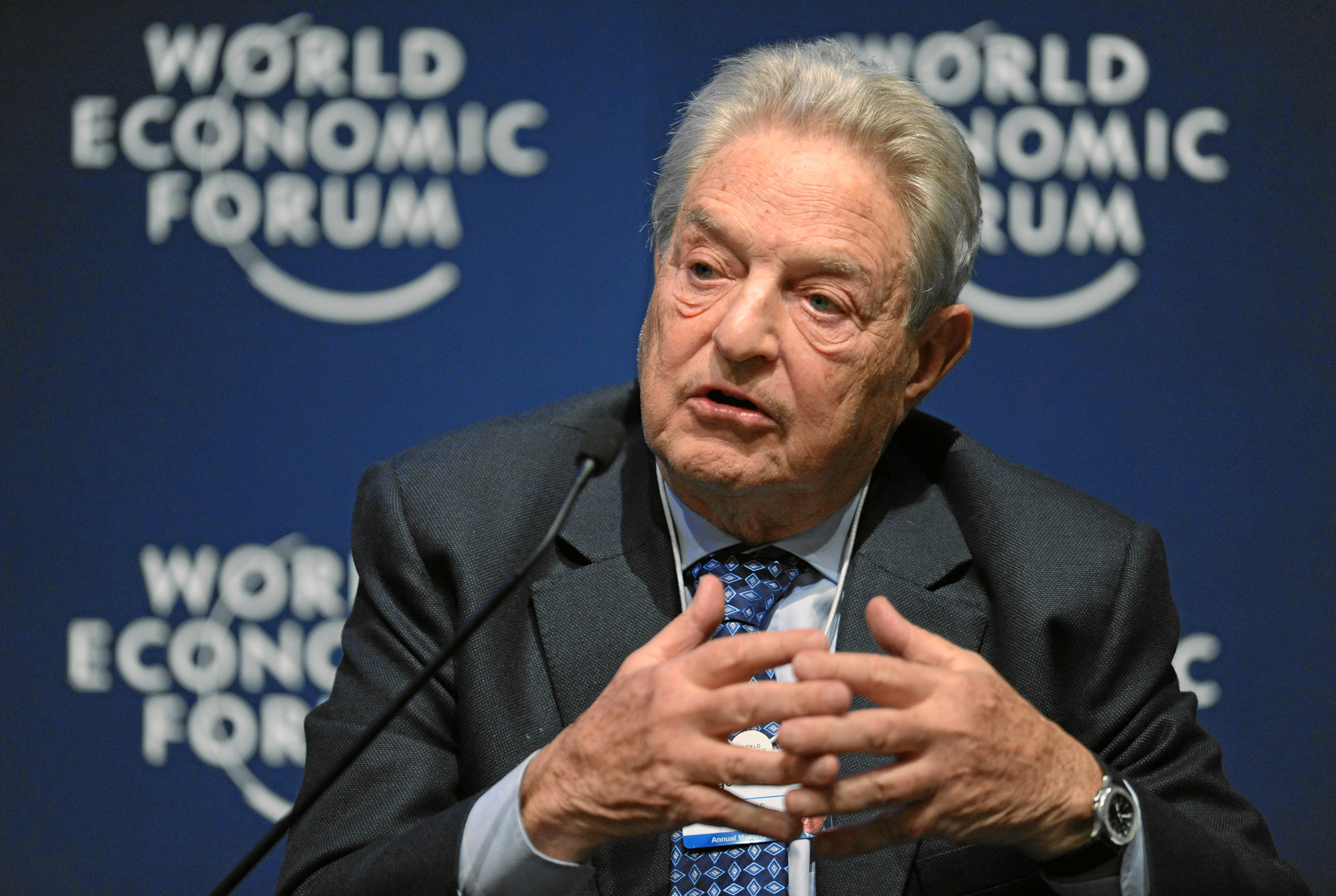
Soros în timpul unei sesiuni despre redesenarea sistemului monetar internațional la Reuniunea Anuală a World Economic Forum din 2011

Soros a construit o poziție scurtă masivă în liră sterlină în lunile precedente Miercurii Negre din septembrie 1992. El a identificat poziția defavorabilă a Regatului Unit în Mecanismul european de curs de schimb. Pentru Soros, rata la care Marea Britanie a fost inclusă în mecanism era prea mare, inflația lor era mult prea ridicată (de trei ori rata Germaniei), iar ratele dobânzilor britanice afectau prețurile activelor.
Până pe 16 septembrie 1992, ziua Miercurii Negre, fondul lui Soros vânduse pe termen scurt peste 10 miliarde de dolari în lire sterline, profitând de reticența guvernului britanic de a-și majora ratele dobânzilor la niveluri comparabile cu cele ale altor țări din Mecanismul european de curs de schimb sau de a-și flutua moneda.
În final, Marea Britanie s-a retras din mecanism, devalorizând lira. Profitul lui Soros din această operațiune a fost estimat la peste 1 miliard de dolari. El a fost numit "omul care a spart Banca Angliei". Costul estimat al Miercurii Negre pentru Trezoreria britanică a fost de 3,4 miliarde de lire. Stanley Druckenmiller, care a tranzacționat sub Soros, a observat inițial slăbiciunea lirei și a declarat: "[Contribuția lui Soros] a fost să-l împingă să ia o poziție gigantică".
Pe 26 octombrie 1992, The New York Times l-a citat pe Soros spunând: "Poziția noastră totală până la Miercuri Neagră trebuia să valoreze aproape 10 miliarde de dolari. Am planificat să vindem mai mult decât atât. De fapt, când Norman Lamont a spus chiar înainte de devalorizare că va împrumuta aproape 15 miliarde de dolari pentru a apăra lira, am fost amuzați pentru că aceasta era aproximativ suma pe care voiam să o vindem."
Soros este considerat a fi tranzacționat miliarde de marki finlandeze pe 5 februarie 1996, în anticiparea vânzării lor pe termen scurt. Marka fusese lăsată să flutureze ca urmare a recesiunii din anii 1990. Banca Finlandei și Guvernul Finlandei au comentat atunci că considerau imposibil un "complot".

În timpul Crizei financiare asiatice din 1997, primul-ministru al Malaeziei, Mahathir Mohamad, l-a acuzat pe Soros că a folosit averea sub controlul său pentru a pedepsi ASEAN pentru primirea Myanmarului ca membru. Cu o istorie de remarci antisemite, Mahathir a făcut referire specifică la originea evreiască a lui Soros ("Un evreu a declanșat prăbușirea valutară") și a sugerat că Soros orchestra prăbușirea ca parte a unui complot evreiesc mai larg. Nouă ani mai târziu, în 2006, Mahathir l-a întâlnit pe Soros și după aceea a declarat că acceptă că Soros nu fusese responsabil pentru criză. În Criza capitalismului global: Societatea deschisă periclitată din 1998, Soros și-a explicat rolul în criză astfel:
Criza financiară care a izbucnit în Thailanda în 1997 a fost deosebit de tulburătoare din cauza amplorii și severității sale... Până la începutul anului 1997, era clar pentru Soros Fund Management că discrepanța dintre contul comercial și contul de capital devenea insustenabilă. Am vândut pe termen scurt bahtul thailandez și ringgitul malaezian la începutul anului 1997, cu scadențe între șase luni și un an. Ulterior, primul-ministru Mahathir al Malaeziei m-a acuzat că am provocat criza, o acuzație complet nefondată. Nu am fost vânzători ai monedei în timpul sau cu câteva luni înainte de criză; dimpotrivă, am fost cumpărători când monedele au început să scadă - cumpăram ringgiți pentru a realiza profiturile din speculația noastră anterioară. (Mult prea devreme, după cum s-a dovedit. Am lăsat majoritatea câștigului potențial pe masă pentru că ne era teamă că Mahathir va impune controale de capital. El a făcut-o, dar mult mai târziu.)
De asemenea, în această perioadă, Soros, prin intermediul Soros Quantum Fund, a încercat să vândă pe termen scurt dolarul Hong Kong, folosind strategii similare cu cele folosite în pariurile împotriva lirei, bahtului și pesoului. Cu toate acestea, parțial datorită sprijinului Chinei prin menținerea unui curs de schimb fix cu dolarul Hong Kong, moneda Hong Kong a rămas mai mult sau mai puțin stabilă. Prin urmare, a pierdut cea mai mare parte a banilor investiți împotriva dolarului Hong Kong.

În 1999, economistul Paul Krugman a fost critic față de efectul lui Soros asupra piețelor financiare:
[N]imeni care a citit o revistă de afaceri în ultimii ani nu poate fi neștiutor că în zilele noastre există cu adevărat investitori care nu doar mișcă bani în anticiparea unei crize valutare, ci chiar fac tot posibilul să declanșeze acea criză pentru distracție și profit. Acești noi actori de pe scenă nu au încă un nume standard; termenul meu propus este "Soroi".
Într-un interviu despre recesiunea din anii 2000, Soros a numit-o cea mai gravă criză din anii 1930. Potrivit lui Soros, fundamentalismul de piață cu presupunerea că piețele se vor corecta singure fără nicio intervenție guvernamentală în afacerile financiare a fost "un fel de exces ideologic". În viziunea lui Soros, "stările de spirit" ale piețelor - o "dispoziție" a piețelor fiind o prejudecată dominantă sau optimism/pesimism cu care piețele privesc realitatea - "pot de fapt să se autoîntărească, astfel încât există aceste secvențe inițial autoîntăritoare, dar în cele din urmă nesustenabile și autodistructive de boom/prăbușire sau bule".
Ca reacție la Marea Recesiune, el a fondat Institutul pentru Gândire Economică Nouă în octombrie 2009. Acesta este un grup de expertiză format din experți internaționali în economie, afaceri și finanțe, care au mandatul de a investiga abordări radical noi pentru organizarea sistemului economic și financiar internațional.

#### Condamnarea pentru tranzacționare pe bază de informații privilegiate la Société Générale
În 1988, Soros a fost contactat de un finanțist francez numit Georges Pébereau, care i-a cerut să participe la o inițiativă de a forma un grup de investitori pentru achiziționarea unui număr mare de acțiuni la Société Générale, o bancă franceză de top care făcea parte dintr-un program de privatizare (implementat de noul guvern condus de Jacques Chirac). Soros a decis în cele din urmă să nu participe la efortul de grup, alegând să continue personal strategia de acumulare de acțiuni în patru companii franceze: Société Générale, precum și Suez, Paribas și Compagnie Générale d'Électricité.
În 1989, Commission des Opérations de Bourse (COB, autoritatea de reglementare a pieței de valori din Franța) a deschis o anchetă pentru a determina dacă tranzacția lui Soros la Société Générale ar trebui considerată tranzacționare pe bază de informații privilegiate. Soros nu primise nicio informație de la Société Générale și nu avea cunoștințe interne despre afacere, dar știa că un grup de investitori plănuia o încercare de preluare. Investigațiile inițiale l-au găsit nevinovat, iar nu au fost formulate acuzații. Cu toate acestea, cazul a fost redeschis câțiva ani mai târziu, iar Curtea Supremă franceză a confirmat condamnarea pe 14 iunie 2006, deși a redus pedeapsa la 940.000 de euro.
Soros a negat orice comportament necorespunzător, afirmând că știrea despre preluare era cunoscută public și că intenția sa de a achiziționa acțiuni ale companiei data dinainte de a avea cunoștință despre preluare. În decembrie 2006, a făcut apel la Curtea Europeană a Drepturilor Omului pe mai multe motive, inclusiv faptul că întârzierea de 14 ani în soluționarea cazului a împiedicat un proces echitabil. Pe baza Articolului 7 din Convenția Europeană a Drepturilor Omului, care prevede că nici o persoană nu poate fi pedepsită pentru un act care nu constituia infracțiune la momentul săvârșirii, curtea a acceptat să audieze apelul. În octombrie 2011, curtea a respins apelul său cu o decizie de 4-3, afirmând că Soros fusese conștient de riscul de a încălca legile privind tranzacționarea pe bază de informații privilegiate.

## Implicare politică
Până la alegerile prezidențiale din 2004, Soros nu fusese un mare donator pentru campaniile politice din SUA. Conform OpenSecrets, în timpul ciclului electoral 2003–2004, Soros a donat 23.581.000 de dolari diferitelor grupuri 527 Group (organizații scutite de impozit conform codului fiscal american, 26 U.S.C. § 527). Aceste grupuri aveau ca scop înfrângerea președintelui George W. Bush. După realegerea lui Bush, Soros și alți donatori au sprijinit o nouă organizație de strângere de fonduri politică numită Democracy Alliance, care susține cauze progresiste și formarea unei infrastructuri progresiste mai puternice în America.
În august 2009, Soros a donat 35 de milioane de dolari statului New York pentru copiii defavorizați, sumă care urma să fie distribuită părinților cu carduri de beneficii, cu 200 de dolari pe copil în vârstă de 3 până la 17 ani, fără limită privind numărul de copii eligibili. În plus, statul New York a alocat încă 140 de milioane de dolari din fondurile primite prin legea federală de redresare din 2009. Soros a fost unul dintre primii donatori ai Center for American Progress și continuă să sprijine organizația prin intermediul Open Society Foundations.
În octombrie 2011, Reuters a publicat un articol intitulat „Soros: nu a finanțat protestele de pe Wall Street”, după ce mai mulți comentatori au evidențiat erori într-un articol anterior al Reuters intitulat „Cine stă în spatele protestelor de pe Wall Street?”, care sugera că mișcarea Occupy Wall Street „ar fi putut beneficia indirect de generozitatea unuia dintre cei mai bogați oameni din lume [Soros]”. Articolul ulterior al Reuters a menționat și că un purtător de cuvânt al lui Soros și cofondatorul Adbusters, Kalle Lasn, au declarat că Adbusters—considerat catalizatorul primelor proteste Occupy Wall Street—nu primise niciodată contribuții de la Soros, contrazicând afirmația anterioară a Reuters conform căreia ar fi existat „legături financiare indirecte” între cele două până în 2010.
Pe 27 septembrie 2012, Soros a anunțat că donează 1 milion de dolari super PAC-ului care sprijinea realegerea președintelui Barack Obama, Priorities USA Action. În octombrie 2013, Soros a donat 25.000 de dolari organizației Ready for Hillary, devenind co-președinte al comitetului național de finanțare al super PAC-ului. În iunie 2015, a donat 1 milion de dolari super PAC-ului Priorities USA Action, care a sprijinit-o pe Hillary Clinton în alegerile prezidențiale din 2016. A mai donat 6 milioane de dolari PAC-ului în decembrie 2015 și 2,5 milioane în august 2016. Soros a lansat un nou super PAC numit Democracy PAC pentru alegerile din 2020. Până în iulie 2019, donase 5,1 milioane de dolari.
Din 2016, Soros a donat sume depășind 1 milion de dolari campaniilor susținătorilor progresiști ai reformei sistemului de justiție penală prin intermediul PAC-ului Safety and Justice în alegerile locale pentru posturile de district attorney. În multe circumscripții, astfel de contribuții mari erau fără precedent, iar strategia de campanie a fost „răsturnată”, concentrându-se pe încarcerare, abuzurile poliției și sistemul de cauțiuni, conform Los Angeles Times. Larry Krasner a fost ales procuror al Philadelphiei în 2017, cu ajutorul unei campanii publicitare de 1,5 milioane de dolari finanțate de Soros. Soros a fost cel mai mare donator care a sprijinit campania lui George Gascón pentru funcția de procuror al Comitatului Los Angeles în 2020, contribuind cu 2,25 milioane de dolari la superPAC-urile care îl susțineau. De asemenea, a donat 2 milioane de dolari unui PAC care susținea campania lui Kim Foxx pentru funcția de procuror al Comitatului Cook în 2020.
În al doilea trimestru al anului 2020, Soros a donat cel puțin 500.000 de dolari candidatului democrat la președinție, Joe Biden, devenind unul dintre cei mai mari susținători financiari ai campaniei.
Pentru alegerile din 2022, Soros a fost cel mai mare donator din țară, contribuind cu 128,5 milioane de dolari pentru sprijinirea Partidului Democrat.

### Europa Centrală și de Est

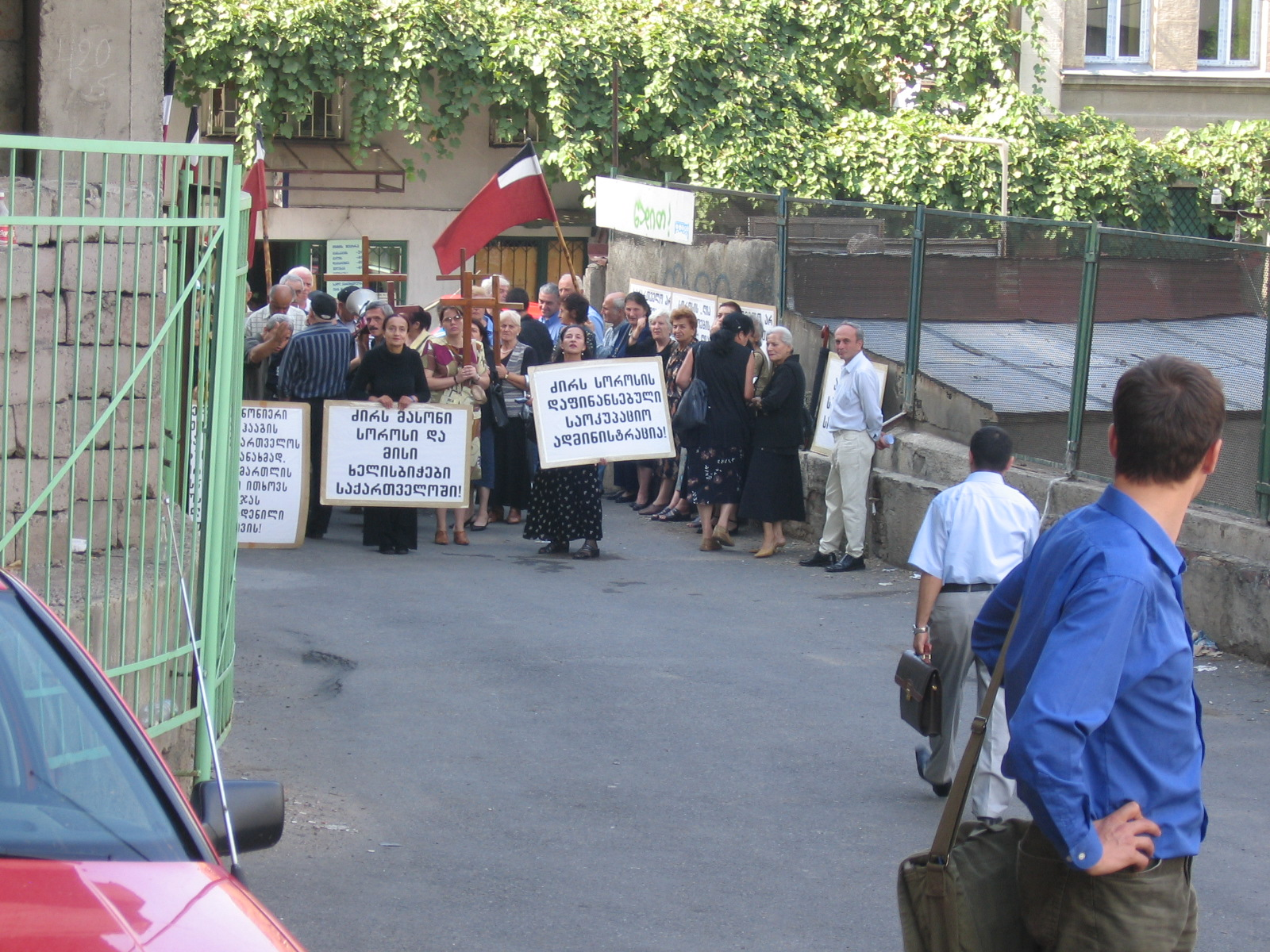
Protestatari în Tbilisi cu steagul Republicii Democrate Georgia blocând accesul la sediul Open Society Institute, 2005

Conform lui Waldemar A. Nielsen, un expert în filantropie americană, „Soros a întreprins... nimic mai puțin decât deschiderea societăților comuniste închise ale Europei de Est la un flux liber de idei și cunoștințe științifice din lumea exterioară”. Începând din 1979, ca susținător al „societăților deschise”, Soros a sprijinit financiar disidenți, inclusiv mișcarea Solidaritatea din Polonia, Carta 77 din Cehoslovacia și Andrei Saharov în Uniunea Sovietică. În 1984, a înființat primul său Open Society Institute în Ungaria, cu un buget de 3 milioane de dolari.
După căderea URSS, finanțarea lui Soros a jucat un rol important în noile state independente. Un studiu din 2017 a arătat că un program de granturi al lui George Soros, care a acordat fonduri peste 28.000 de oameni de știință din fostele republici sovietice imediat după destrămarea URSS, „a dublat publicațiile științifice, a determinat semnificativ oamenii de știință să rămână în domeniu și a avut impact benefic pe termen lung”. Sprijinul său pentru programele pro-democratice din Georgia a fost considerat de naționaliștii georgieni crucial pentru succesul Revoluției Trandafirie, deși Soros a afirmat că rolul său a fost „exagerat”. Alexander Lomaia, secretar al Consiliului de Securitate Georgian și fost ministru al Educației, a fost director executiv al Open Society Georgia Foundation (Fundația Soros), conducând o echipă de 50 de persoane și un buget de 2,5 milioane de dolari.
Fostul ministru georgian de externe Salome Zourabichvili a scris că instituții precum Fundația Soros au fost leagănul democratizării și că toate ONG-urile care gravitau în jurul acesteia au dus la revoluție. După revoluție, Fundația Soros și ONG-urile au fost integrate în structurile de putere.
Unele inițiative pro-democrație susținute de Soros au fost interzise în Kazahstan și Turkmenistan. Ercis Kurtulus, șeful Asociației Mișcarea pentru Transparență Socială (TSHD) din Turcia, a declarat într-un interviu din 2006 că „Soros și-a realizat voința în Ucraina și Georgia folosind aceste ONG-uri... Anul trecut, Rusia a adoptat o lege specială care interzice ONG-urilor să primească bani de la străini. Cred că ar trebui interzis și în Turcia.” În 1997, Soros și-a închis fundația din Belarus după ce guvernul a amendat-o cu 3 milioane de dolari pentru „încalcări fiscale și valutare”. Conform *The New York Times* din 1997, președintele belarus Alexander Lukashenko a fost criticat în Occident și în Rusia pentru încercările de a controla Fundația Soros și alte ONG-uri independente și de a suprima drepturile civile. Soros a numit amenzile parte a unei campanii de „distrugere a societății independente”.
În iunie 2009, Soros a donat 100 de milioane de dolari Europei Centrale și de Est pentru a atenua impactul Marii Recesiuni asupra celor săraci, grupurilor de voluntari și organizațiilor neguvernamentale.
Din 2012, guvernul maghiar Fidesz l-a etichetat pe George Soros ca „inamic al statului”. Guvernul s-a opus implicării lui Soros în criza migrațională europeană din 2015 și a atacat OSF, fundația civilă internațională creată de el, încercând să-i retragă licența Universitatii Centrale Europene (Budapesta) (dar a eșuat din cauza protestelor publice). Ca răspuns, Soros a numit guvernul un „stat mafiot”.
În perioada electorală din 2018, guvernul a afișat postere cu fotografia lui Soros pentru a crea ostilitate publică față de el, folosind mesaje precum „Soros vrea milioane de migranți în Ungaria” și „Soros vrea să dărâme bariera de frontieră”. Guvernul a pregătit și un pachet de legi numit „Stop Soros” (după alte modificări legislative care au îngreunat activitatea ONG-urilor internaționale), care ar include măsuri împotriva organizațiilor care lucrează cu refugiații.

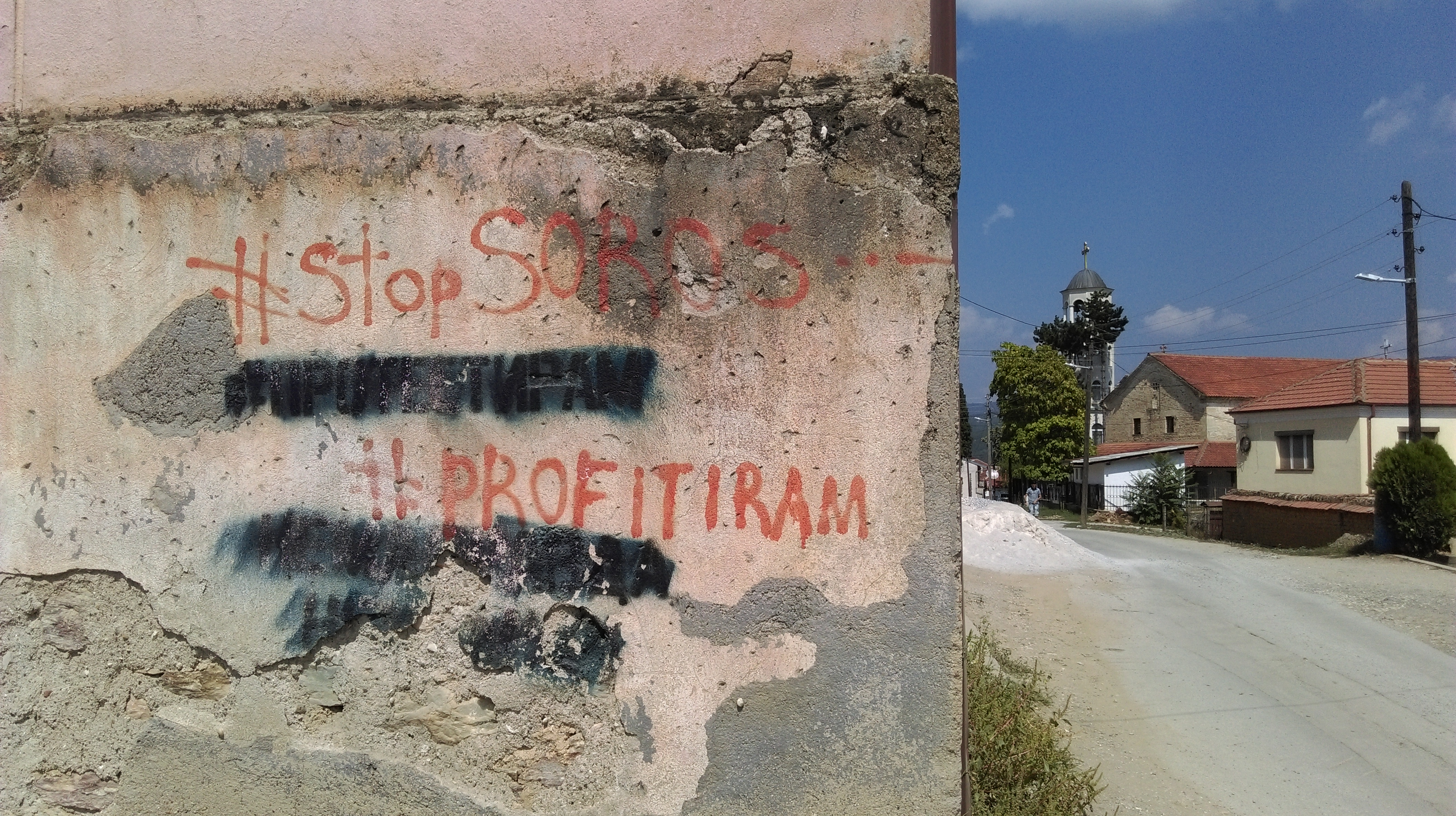
Graffiti anti-Soros în Resen, Macedonia, 2018. Scrie: #Stop Soros #Voi profita.

În martie 2017, șase senatori americani i-au trimis o scrisoare secretarului de stat Rex Tillerson cerând investigarea unor granturi acordate de Departamentul de Stat și USAID unor grupuri finanțate de Soros. În același context, grupul conservator Judicial Watch a dat în judecată Departamentul de Stat și USAID pentru a dezvălui documente privind transferul a 5 milioane de dolari către filiala Open Society din Macedonia. Acuzația este că banii au fost folosiți pentru destabilizarea guvernului macedonean. Open Society Foundation a răspuns că activitățile sale în Macedonia au vizat reconcilierea etnică cu minoritatea albaneză și alte forme de asistență după destrămarea Iugoslaviei.
În ianuarie 2017, în Macedonia a fost lansată inițiativa „Stop Operațiunea Soros” (SOS), care își propune să prezinte „întrebări și răspunsuri despre modul în care Soros operează global” și să încurajeze cetățenii să contribuie la investigații. La o conferință de presă, Nenad Mircevski, unul dintre fondatori, a declarat că SOS va lucra la „de-Soros-izarea” Macedoniei.
Pe 16 mai 2018, Open Society Foundations a anunțat că își mută biroul din Budapesta la Berlin, invocând un mediu „din ce în ce mai represiv” din Ungaria.

### Africa
Inițiativa Open Society pentru Africa Australă este o organizație afiliată lui Soros.

### Chile

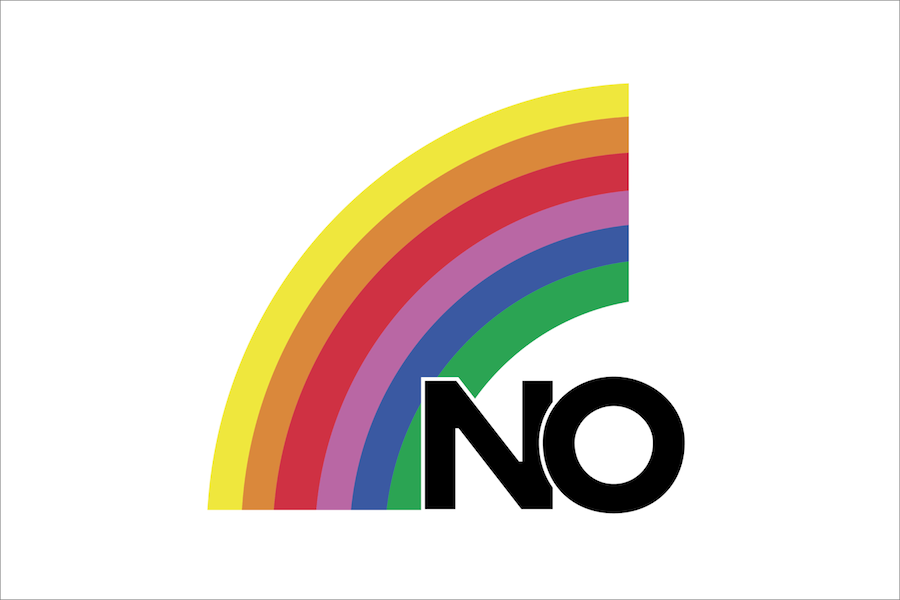
George Soros a sprijinit direct campania „Nu” în plebiscitul din 1988.

George Soros a oferit consultanță campaniei „Nu” în plebiscitul din 1988, conform afirmațiilor prietenului său Máximo Pacheco Matte. Sprijinul său s-a reflectat „în realizarea de studii și obținerea de date care ne-au furnizat informații ascunse timp de 17 ani (...) Ce am învățat acolo a fost crucial pentru pregătirea celebrului program de televiziune al campaniei 'Nu' și pentru victoria în plebiscit.”
De asemenea, a încercat să îmbunătățească imaginea candidatului Ricardo Lagos în alegerile prezidențiale din 2000 în cercurile de afaceri.
În 2009, Michelle Bachelet i-a decernat Ordinul de Merit Bernardo O'Higgins ca gest de recunoaștere pentru „angajamentul său ferm față de democrație și societăți deschise.”

### Diplomație
Soros a ajutat la finanțarea grupului nonprofit Independent Diplomat, înființat de fostul diplomat britanic Carne Ross.

### Reforma politicii drogurilor
Soros a finanțat eforturi globale pentru promovarea reformei politicii drogurilor. În 2008, a donat 400.000 de dolari pentru a susține o inițiativă electorală din Massachusetts cunoscută sub numele de Massachusetts Sensible Marijuana Policy Initiative, care a decriminalizat posesia sub 1 oz (28 g) de marijuana în stat. Soros a finanțat măsuri similare în California, Alaska, Oregon, Washington, Colorado, Nevada și Maine. Printre grupurile de decriminalizare a drogurilor care au primit finanțare de la Soros se numără Lindesmith Center și Drug Policy Foundation. Soros a donat 1,4 milioane de dolari pentru eforturi de publicitate în sprijinul Propunerii 5 din California în 2008, o inițiativă electorală eșuată care ar fi extins programele de reabilitare pentru consumatori de droguri ca alternativă la închisoare pentru persoanele condamnate pentru infracțiuni non-violente legate de droguri.
În octombrie 2010, Soros a donat 1 milion de dolari pentru a sprijini Propunerea 19 din California.
Conform declarațiilor într-un interviu din octombrie 2009, Soros consideră că marijuana este mai puțin adictivăFormat:Compared to?, dar nu este potrivită pentru copii și studenți. El însuși nu a folosit marijuana de ani de zile. Soros a fost un important finanțator al Drug Policy Alliance - o organizație care promovează legalizarea cannabisului - cu contribuții de aproximativ 5 milioane de dolari anual de la una dintre fundațiile sale.

### Moarte
Proiectul despre moarte în America, activ între 1994 și 2003, a fost unul dintre proiectele Institutului Open Society, care a urmărit să "înțeleagă și să transforme cultura și experiența morții și doliului".
În 1994, Soros a ținut un discurs în care a relatat că s-a oferit să-și ajute mama, membră a organizației pro-eutanasie Hemlock Society, să comită sinucidere. În același discurs, a susținut și Oregon Death with Dignity Act, contribuind ulterior la finanțarea campaniei sale publicitare.

## Teorii ale conspirației și amenințări
Datorită identității sale evreiești, averii și filantropiei, Soros a fost descris drept „cuvântul de cod perfect” pentru teoriile conspirației care unesc antisemitism și islamofobie. O teorie conspirativă prominentă legată de Soros susține că acesta ar sta în spatele crizei migraționale europene sau că ar importa migranți în țările europene. Guvernul maghiar a cheltuit milioane de dolari pe o campanie de afișe care-l demonizează pe Soros. Potrivit antropologului Ivan Kalmar, „Mulți dintre cei mai vocali dușmani ai săi din interiorul și din afara Ungariei l-au văzut ca conducând o cabală internațională care includea alți evrei precum Rothschild, precum și francmasoni și iluminați”.

### Tentativă de asasinat
O bombă artizanală a fost plasată în cutia poștală de la reședința lui Soros din Katonah, New York, pe 22 octombrie 2018, ca parte a tentativelor de atac prin corespondență din octombrie 2018 din Statele Unite. Pachetul a fost descoperit de un îngrijitor, care a scos-o și a anunțat autoritățile. A fost fotografiată și detonată de FBI, care a demarat o anchetă. În zilele următoare, bombe similare au fost trimise prin poștă către Hillary Clinton, Barack Obama și alți democrați și liberali.
Pe 26 octombrie 2018, Cesar Sayoc Jr. a fost arestat în Aventura, Florida, sub suspiciunea că a trimis bombele. În august 2019, Sayoc a fost condamnat la 20 de ani de închisoare pentru trimiterea a 16 bombe artizanale către 13 victime. Niciuna dintre dispozitive nu a explodat.

## Vederi politice și economice

### Reflexivitate, piețe financiare și teorie economică
Scrierile lui Soros se concentrează pe conceptul de reflexivitate, unde prejudecățile indivizilor influențează tranzacțiile de piață, modificând potențial fundamentalele economiei. Soros susține că diferite principii se aplică piețelor în funcție de faptul dacă acestea se află într-o stare de „echilibru apropiat” sau „depărtat de echilibru”.
El argumentează că atunci când piețele urcă sau coboară rapid, acestea sunt de obicei marcate de dezechilibru, iar teoria economică convențională („ipoteza piețelor eficiente”) nu se aplică în astfel de situații. Soros a popularizat conceptele de dezechilibru dinamic, dezechilibru static și condiții de aproape-echilibru.
Soros afirmă că succesul său financiar se datorează înțelegerii efectului reflexiv, care se bazează pe trei idei principale:
- Reflexivitatea este cel mai bine observabilă în condiții speciale când prejudecățile investitorilor cresc și se răspândesc
- Fenomenul apare intermitent, fiind probabil să se manifeste în anumite condiții specifice
- Observațiile și participarea investitorilor pot influența evaluările și rezultatele fundamentale

Un exemplu recent (circa 2008) este cel al piețelor imobiliare, unde disponibilitatea crescută de credite a condus la creșteri de prețuri care la rândul lor au încurajat și mai multă împrumutare.
Deși teoriile lui Soros au fost inițial respinse de economiști, au câștigat atenție după criza din 2008, devenind subiectul unui număr al Journal of Economic Methodology.

### Reflexivitate în politică
Deși principala manifestare a procesului reflexiv pe care Soros îl discută este efectele sale asupra piețelor financiare, el a explorat și impactul acestuia în politică. Soros afirmă că, dacă în trecut cele mai mari amenințări la adresa „societății deschise” veneau din partea comunismului și fascismului (așa cum a discutat Karl Popper în Societatea deschisă și dușmanii ei), cea mai mare amenințare actuală provine din fundamentalismul de piață.
El sugerează că dominația contemporană a Statelor Unite în politica și comerțul mondial este un fenomen reflexiv, întrucât succesul coerciției militare și financiare alimentează aplicarea tot mai intensă a acelorași politici până la punctul în care acestea vor deveni în cele din urmă insustenabile.

### Perspective asupra problemelor sistemului pieței libere
Soros susține că actualul sistem de speculație financiară subminează dezvoltarea economică sănătoasă în multe țări subdezvoltate. El atribuie multe dintre problemele globale eșecurilor inerente a ceea ce caracterizează drept fundamentalism de piață.

### Previziuni de piață
În cartea sa The New Paradigm for Financial Markets (mai 2008), Soros a descris o "superbulă" care se construise în ultimii 25 de ani și era gata să se prăbușească. Aceasta a fost a treia dintr-o serie de cărți în care a prezis dezastre. După cum afirmă:
Am un istoric de a striga lupul... Am făcut-o prima dată în The Alchemy of Finance (în 1987), apoi în The Crisis of Global Capitalism (în 1998), și acum în această carte. Deci sunt trei cărți care prezic dezastre. [După ce] băiatul a strigat lupul de trei ori... lupul a venit cu adevărat.
El își atribuie propriul succes capacității de a recunoaște când previziunile sale sunt greșite:
Sunt bogat doar pentru că știu când greșesc... Am supraviețuit practic recunoscându-mi greșelile. Adesea obișnuiam să am dureri de spate din cauza faptului că greșeam. Ori de câte ori greșești, trebuie să lupți sau să fugi. Când [eu] iau decizia, durerea de spate dispare.
În februarie 2009, Soros a declarat că sistemul financiar global s-a dezintegrat efectiv, adăugând că nu există perspectivă de rezolvare pe termen scurt a crizei. "Am asistat la prăbușirea sistemului financiar... A fost pus pe suporturi de viață, și încă este pe suporturi. Nu există niciun semn că ne apropiem de fund."
În ianuarie 2016, la un forum economic din Sri Lanka, Soros a prezis o criză financiară similară cu cea din 2008, bazându-se pe starea piețelor globale de valute, acțiuni și mărfuri, precum și pe scăderea yuanului chinezesc.

### Opinii despre SUA
Pe 11 noiembrie 2003, într-un interviu pentru The Washington Post, Soros a declarat că îndepărtarea președintelui George W. Bush de la putere era "obiectivul central al vieții mele" și "o problemă de viață și de moarte", afirmând că și-ar sacrifica întreaga avere pentru a-l învinge pe Bush "dacă cineva mi-ar garanta asta".
Soros a donat 3 milioane de dolari Center for American Progress, 2,5 milioane de dolari MoveOn.org și 20 de milioane de dolari America Coming Together, grupuri care au susținut democrații în alegerile prezidențiale din 2004. Pe 28 septembrie 2004, a ținut discursul "Why We Must Not Re-elect President Bush" la National Press Club din Washington.
În cartea sa din 2003, The Bubble of American Supremacy, a criticat "Războiul împotriva terorii" al administrației Bush ca fiind contraproductiv. În 2006, a afirmat că SUA "stabilește agenda greșită pentru lume" prin acest război.
În 2017, l-a descris pe Donald Trump drept "escroc" și a prezis că va eșua din cauza ideilor sale contradictorii, anticipând un război comercial și performanțe slabe ale piețelor financiare.

### Opinii despre Europa
În octombrie 2011, Soros a redactat o scrisoare deschisă intitulată "Ca europeni îngrijorați, îndemnăm liderii zonei euro să se unească", în care cerea un guvern economic mai puternic pentru Europa prin mijloace federale (trezorerie comună UE, supraveghere fiscală comună etc.) și avertiza împotriva pericolului soluțiilor naționaliste la Marea Recesiune. Scrisoarea a fost semnată și de Javier Solana, Daniel Cohn-Bendit, Andrew Duff, Emma Bonino, Massimo D'Alema și Vaira Vīķe-Freiberga.
În octombrie 2015, Soros l-a criticat pe primul-ministru maghiar Viktor Orbán pentru gestionarea crizei migrației: "Planul său tratează protejarea frontierelor naționale ca obiectiv și pe refugiați ca pe un obstacol. Planul nostru tratează protejarea refugiaților ca obiectiv și frontierele naționale ca pe un obstacol."
Soros s-a opus Brexit-ului, donând 400.000 de lire sterline grupului anti-Brexit 'Best for Britain' și găzduind o cină pentru donatorii conservatori în casa sa londoneză pentru a-i încuraja să-i urmeze exemplul. Fundațiile Open Society au donat în total 303.000 de lire sterline organizațiilor pro-UE European Movement UK și Scientists for EU.
În 2018, Soros a subliniat că Europa se confruntă cu provocări majore legate de imigrație, austeritate și state care părăsesc UE, avertizând că Uniunea Europeană se află într-o "criză existențială". El a susținut înlocuirea conceptului de "Europa cu mai multe viteze" cu o "Europa cu mai multe căi" care să permită statelor membre mai multe opțiuni.

### Perspective asupra relațiilor dintre Europa și Africa
În contextul creșterii potențiale a numărului de refugiați din Africa către Europa, Soros propune ca Uniunea Europeană să implementeze un "Plan Marshall pentru Africa" (referire la Planul Marshall original), concentrându-se pe dezvoltarea educației și crearea de locuri de muncă în Africa pentru a reduce presiunile migratorie.

### Opinii despre antisemitism și Israel
Întrebat ce părere are despre Israel, într-un interviu acordat revistei The New Yorker, Soros a declarat: „Nu le neg evreilor dreptul la o existență națională – dar nu vreau să fac parte din ea”.
Potrivit unor e-mailuri piratate și publicate în 2016, Fundația pentru o Societate Deschisă, înființată de Soros, are ca obiectiv declarat „contestarea politicilor rasiste și antidemocratice ale Israelului” în foruri internaționale, inclusiv prin punerea sub semnul întrebării a statutului democratic al statului israelian.
Soros a finanțat ONG-uri critice la adresa politicilor israeliene, inclusiv organizații care susțin mișcarea Boicot, Retragere și Sancțiuni împotriva Israelului.
În timpul unei ceremonii de premiere a lui Imre Kertész, Soros a afirmat că victimele violenței și ale abuzului ajung adesea să devină „autori ai violenței” – sugerând că acest model explică comportamentul Israelului față de palestinieni – ceea ce a determinat unii participanți să părăsească sala și să-l huiduie.
În iulie 2017, o campanie de panouri publicitare desfășurată în Ungaria, susținută de premierul Viktor Orbán, a fost considerată antisemită de comunitățile evreiești locale. Campania îl înfățișa pe Soros ca un dușman al statului, sub sloganul „Să nu-l lăsăm pe Soros să râdă la urmă”. Campania a fost estimată la un cost de 5,7 miliarde de forinți (circa 21 de milioane de dolari). Ambasadorul Israelului în Ungaria a declarat că aceasta „evocă amintiri triste și seamănă ură și frică”, referindu-se la rolul Ungariei în deportarea a 500.000 de evrei în timpul Holocaustului. Lydia Gall, de la Human Rights Watch, a afirmat că afișele amintesc de cele naziste din perioada celui de-Al Doilea Război Mondial, reprezentând „evreul care râde”. Guvernul lui Orbán a declarat că are „toleranță zero” față de antisemitism și că mesajul campaniei viza prezentarea lui Soros ca o amenințare la adresa securității naționale.
Imediat după aceea, Ministerul de Externe al Israelului a emis o „clarificare” prin care l-a criticat pe Soros, afirmând că acesta „subminează constant guvernele democratice alese ale Israelului, finanțând organizații care defăimează statul evreu și încearcă să-i nege dreptul de a se apăra”.
Fiul său, Alexander Soros, a afirmat într-un interviu că tatăl său se preocupă sincer de Israel și că „ar dori ca Israelul să fie mai apropiat de viziunea lui Yitzhak Rabin”. El a adăugat că ideile tatălui său sunt în acord cu cele ale partidelor Meretz și Partidul Muncii Israelian. După bar mitzvah-ul său din 1998, Alexander povestește că tatăl său i-a spus: „Dacă vrei cu adevărat să fii evreu, poate ar trebui să te gândești să te muți în Israel”.

### Opinii despre China
În 2010, Soros și-a exprimat îngrijorarea față de creșterea puterii economice și politice a Chinei, afirmând: „China a crescut foarte rapid, urmărindu-și propriile interese... Acum trebuie să accepte responsabilitatea pentru ordinea mondială și pentru interesele altor oameni”. Referitor la blocajul politic din America, a declarat: „Astăzi, China are nu doar o economie mai dinamică, ci și un guvern care funcționează mai bine decât cel al Statelor Unite”.
În iulie 2015, Soros a afirmat că „un parteneriat strategic între SUA și China ar putea preveni formarea a două blocuri de putere care ar putea fi atrase într-un conflict militar”.
În ianuarie 2016, în cadrul unui interviu la Forumul Economic Mondial (WEF) de la Davos, Soros a declarat că „o aterizare forțată este practic inevitabilă”. Mass-media de stat chineză a răspuns afirmând că „provocarea lui Soros la adresa RMB și a dolarului din Hong Kong este sortită eșecului, fără nicio îndoială”.
În ianuarie 2019, Soros a folosit discursul său anual la Forumul Economic Mondial de la Davos pentru a-l numi pe Xi Jinping, Secretar general al Partidului Comunist Chinez și Președinte al Chinei, drept „cel mai periculos adversar al societăților deschise”, afirmând: „China nu este singurul regim autoritar din lume, dar este cel mai bogat, cel mai puternic și cel mai avansat tehnologic”. El a cerut și ca Statele Unite să nu permită companiilor chineze de tehnologie Huawei și ZTE să domine piața de telecomunicații 5G, considerând că acest lucru ar reprezenta „un risc inacceptabil pentru securitatea restului lumii”.
Soros a criticat și noua formă de sistem de supraveghere în masă de tip Fratele cel Mare din China, numită Sistemul de credit social, afirmând că i-ar oferi lui Xi „control total” asupra populației chineze.
De asemenea, Soros este foarte critic față de companiile americane care ignoră încălcările drepturilor omului din China în scopuri comerciale, de exemplu condamnând decizia companiei BlackRock de a investi masiv în China, pe care o consideră dăunătoare pentru democrația globală și securitatea națională a SUA.

### Opinii despre Rusia și Ucraina
În mai 2014, Soros a declarat pentru CNN, prin Fareed Zakaria: „Am înființat o fundație în Ucraina înainte ca Ucraina să devină independentă față de Rusia. Și fundația funcționează de atunci și a jucat un rol important în evenimentele actuale.”
În ianuarie 2015, el a spus că „Europa trebuie să se trezească și să recunoască că este atacată de Rusia” și a îndemnat țările occidentale să extindă sancțiunile economice împotriva Rusiei pentru sprijinul acordat separatiștilor din estul Ucrainei.
Tot în ianuarie 2015, Soros a cerut Uniunii Europene să ofere Ucrainei 50 de miliarde de dolari pentru un pachet de salvare.
În iulie 2015, Soros a afirmat că anexarea Crimeei de către Putin reprezintă o provocare la „ordinea mondială dominantă”, în special la Uniunea Europeană. El a emis ipoteza că Putin dorește să „destabilizeze întreaga Ucraină prin precipitare unei prăbușiri financiare și politice pentru care poate să-și declină responsabilitatea, evitând totodată ocuparea unei părți din estul Ucrainei, care astfel ar depinde de Rusia pentru sprijin economic”.
În noiembrie 2015, Rusia a interzis fundațiile Open Society Foundations (OSF) și Open Society Institute (OSI) — două organizații pro-democrație înființate de Soros — afirmând că reprezintă o „amenințare la bazele sistemului constituțional al Federației Ruse și securității statului”.
În ianuarie 2016, 53 de cărți legate de programul „Renewal of Humanitarian Education” al lui Soros au fost retrase de la Colegiul Miniere și Economic Vorkuta din Republica Komi, iar alte 427 de cărți au fost confiscate pentru a fi distruse. O scrisoare interguvernamentală rusă publicată în decembrie 2015 a afirmat că organizațiile caritabile ale lui Soros „formează o percepție pervertită a istoriei și promovează directive ideologice străine ideologiei ruse”. Majoritatea acestor cărți au fost publicate cu fonduri donate de organizațiile lui Soros.
În mai 2022, Soros a declarat că invazia rusă a Ucrainei ar putea fi începutul „unei lumi a treia” și că Putin trebuie învins „cât mai repede posibil”. El a mai spus că „Alte probleme care privesc întreaga omenire — combaterea pandemiilor și schimbările climatice, evitarea războiului nuclear, menținerea instituțiilor globale — au trebuit să treacă pe plan secundar în favoarea acestei lupte. De aceea spun că civilizația poate să nu supraviețuiască.”

### Opinii despre India și Narendra Modi
În februarie 2023, Soros a criticat prim-ministrul indian Narendra Modi pentru presupusa islamofobie, cronism și autoritarism, afirmând că "India este... o democrație. Dar liderul său, Narendra Modi, nu este un democrat. Incitarea la violență împotriva musulmanilor a fost un factor important în ascensiunea sa meteorică."
Partidul Bharatiya Janata al lui Modi l-a acuzat pe Soros că încercă să submineze democrația indiană. Ministrul indian de externe S. Jaishankar l-a descris pe Soros drept o persoană "periculoasă".

## Avere și filantropie

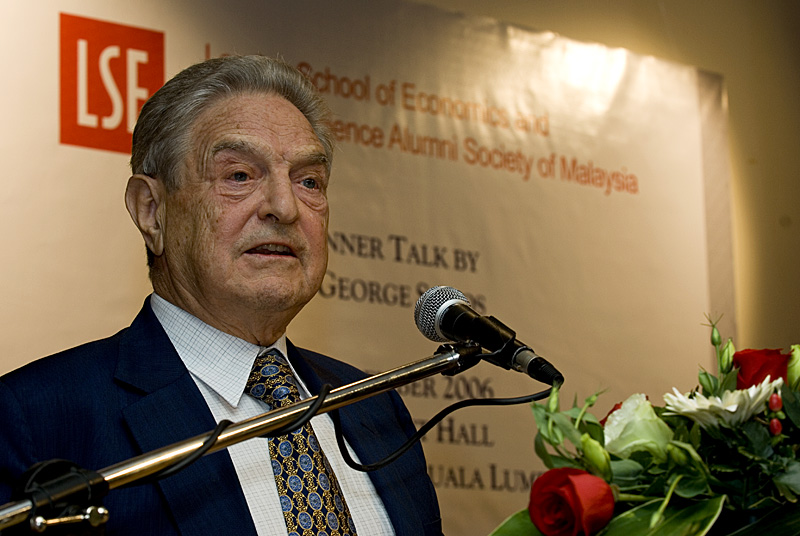
Soros vorbește în fața societății absolvenților LSE în Malaysia.

În martie 2020, revista Forbes l-a clasat pe Soros pe locul 162 în topul celor mai bogați oameni din lume, cu o valoare netă estimată la 8,3 miliarde de dolari. A donat 64% din averea sa inițială, inclusiv peste 15 miliarde de dolari prin intermediul Open Society Foundations (rețea internațională de granturi care sprijină justiția, educația, sănătatea publică și mass-media independentă). Forbes l-a numit cel mai generos donator (procentual din valoarea netă).
Soros activează ca filantrop din anii 1970, când a început să finanțeze studenți negri la Universitatea Cape Town în Africa de Sud apartheid, și mișcări disidente din spatele Cortina de Fier.
Fondurile filantropice ale lui Soros includ eforturi de promovare a democratizării non-violente în statele post-comuniste, în special Europa Centrală și de Est, prin Open Society Foundations și fundații naționale Soros (cum ar fi Fundația Stefan Batory din Polonia). În 2003, PBS estima că donase 4 miliarde de dolari. OSI cheltuiește anual circa 500 milioane de dolari.

În 2003, fostul președinte al Rezervei Federale Paul Volcker a scris în prefața cărții lui Soros The Alchemy of Finance:
George Soros și-a pus amprenta ca speculator extrem de de succes, suficient de înțelept pentru a se retrage când era încă mult înainte. Cea mai mare parte a câștigurilor sale uriașe este acum dedicată încurajării națiunilor în tranziție și emergente să devină "societăți deschise", deschise nu doar în sensul libertății comerțului, ci - mai important - tolerante față de idei noi și moduri diferite de gândire și comportament.
Revista Time a menționat în 2007 două proiecte majore - 100 de milioane de dolari pentru infrastructură internet la universitățile regionale din Rusia și 50 de milioane pentru Millennium Promise pentru eradicarea sărăciei extreme în Africa - notând că Soros donase 742 de milioane de dolari proiectelor din SUA, cu un total de peste 7 miliarde de dolari donați.
Alte proiecte notabile includ: - Ajutor pentru oameni de știință și universități din Europa Centrală și de Est - Asistență pentru civili în timpul asediului Sarajevo - Sprijin pentru Transparency International - Donație de 420 de milioane de euro pentru Universitatea Central Europeană (CEU)
În 2011, Soros a donat 60 de milioane de dolari Bard College pentru înființarea Centrului pentru Angajament Civic.
În 2017, Soros a transferat 18 miliarde de dolari către Open Society Foundations.
În 2020, Soros a anunțat o donație de 1 miliard de dolari pentru înființarea Open Society University Network, în parteneriat cu Bard College și Universitatea Central Europeană.

## Viața personală
Soros s-a căsătorit de trei ori și a divorțat de două ori. În 1960, s-a căsătorit cu Annaliese Witschak (născută pe 3 ianuarie 1934), o imigrantă de etnie germană care a fost orfană în timpul războiului. Cu toate că nu era evreică, a fost apreciată de părinții lui Soros, având în comun experiența privățiunilor și a dezrădăcinării din Al Doilea Război Mondial. Cei doi au divorțat în 1983 și au avut trei copii:
- Robert Daniel Soros (născut în 1963)
- Andrea Soros Colombel (născută pe 11 iunie 1965)
- Jonathan Tivadar Soros (născut pe 10 septembrie 1970)

În 1983, Soros s-a căsătorit cu Susan Weber, de care a divorțat în 2005. Au avut doi copii:
- Alexander Soros (născut în 1985)
- Gregory James Soros (născut în 1988)

În 2008, Soros a cunoscut-o pe Tamiko Bolton; cei doi s-au căsătorit pe 21 septembrie 2013.
Fratele său mai mare, Paul Soros, investitor privat și filantrop, a murit pe 15 iunie 2013. În 2022, Soros deținea rezidențe pe Fifth Avenue în Manhattan, în The Hamptons pe Long Island și în Katonah, New York, în Westchester County.
În decembrie 2023, Soros a fost victima unui atac prin "swatting" în timpul unei serii de hărțuiri similare împotriva figurilor politice americane.

## Distincții și premii
Soros a primit titluri doctor honoris causa de la New School for Social Research din New York, Universitatea din Oxford în 1980, Universitatea Corvinus din Budapesta și titlul de Doctor of Humane Letters de la Universitatea Yale în 1991. A primit o diplomă onorifică (laurea) în economie de la Universitatea din Bologna în 1995.
În 2005, Soros a fost partener minoritar într-un grup care a încercat să cumpere echipa de baseball Washington Nationals, o echipă din Major League. Câțiva congresmeni republicani au sugerat că ar putea încerca să elimine excepția antitrust a ligii în cazul în care Soros ar fi cumpărat echipa. În 2008, numele lui Soros a fost asociat cu clubul italian de fotbal AS Roma, însă clubul nu a fost vândut. Soros a fost susținător financiar al grupului Washington Soccer L.P., care deținea drepturile de operare ale clubului Major League Soccer D.C. United la fondarea ligii în 1995, însă grupul și-a pierdut aceste drepturi în 2000. Pe 21 august 2012, BBC a raportat că, potrivit unor documente SEC, Soros a achiziționat aproximativ 2% din acțiunile clubului englez de fotbal Manchester United prin cumpărarea a 3 milioane de acțiuni de clasa A.
În 2008, Soros a fost inclus în Hedge Fund Manager Hall of Fame a publicației Institutional Investor Alpha, alături de Alfred Jones, Bruce Kovner, David Swensen, Jack Nash, James Simons, Julian Robertson, Kenneth Griffin, Leon Levy, Louis Bacon, Michael Steinhardt, Paul Tudor Jones, Seth Klarman și Steven A. Cohen.
În ianuarie 2014, Soros a fost clasat pe locul 1 în lista LCH Investments a celor mai buni 20 de manageri care au obținut câștiguri de aproape 42 miliarde de dolari de la lansarea Quantum Endowment Fund în 1973.
În iulie 2017, Soros a fost ales Honorary Fellow al British Academy (HonFBA), academia națională a Regatului Unit pentru științele umaniste și sociale.
Soros a fost desemnat „Persoana Anului 2018” de către Financial Times, care l-a descris drept „un standard-bearer pentru democrația liberală, o idee asediată de populism”.
În aprilie 2019, Soros a primit premiul Ridenhour Prize pentru Curaj. În discursul său de acceptare, Soros a declarat: „În țara mea natală, Ungaria, guvernul condus de [prim-ministrul] Viktor Orbán m-a transformat în super-vilainul unui presupus complot de a distruge identitatea creștină a națiunii maghiare... Donați banii primiți cu acest premiu către Hungarian Spectrum, o publicație online în limba engleză care oferă actualizări zilnice despre politica maghiară. Aceasta face un serviciu important prin expunerea lumii la ceea ce premierul Viktor Orbán le spune propriului popor. Hungarian Spectrum merită să fie mai cunoscută și sprijinită.”
În ianuarie 2025, Președintele Statelor Unite ale Americii Joe Biden i-a acordat lui Soros Presidential Medal of Freedom.

## Publicații și cercetare

### Cărți scrise sau co-scrise
- Tragedia Uniunii Europene: Dezintegrare sau revitalizare? (PublicAffairs, 2014). ISBN: 978-1-61039-421-5.

- Tulburări financiare în Europa și Statele Unite: Eseuri (PublicAffairs, 2012). ISBN: 978-1-61039-161-0.

- Prelegerile Soros la Universitatea Central-Europeană (PublicAffairs, 2010). ISBN: 978-1-58648-885-7.

- Noul Paradigmă pentru Piețele Financiare: Criza creditelor din 2008 și ce înseamnă aceasta (PublicAffairs, 2008). ISBN: 978-1-58648-683-9.

- Epoca fragilității: Consecințele războiului împotriva terorii (PublicAffairs, 2006). ISBN: 978-1-58648-359-3.

- Susținerea democrației: Încurajarea întreprinderii libere și a reformei democratice în rândul sovieticilor și în Europa de Est (Free Press, 1991) ISBN: 978-0-02-930285-9 (ediție paperback; PublicAffairs, 2004; ISBN: 978-1-58648-227-5).

- George Soros despre globalizare (PublicAffairs, 2002) ISBN: 978-1-58648-125-4 (ediție paperback; PublicAffairs, 2005; ISBN: 978-1-58648-278-7).

- Bula supremației americane: Corectarea utilizării greșite a puterii americane (PublicAffairs, 2003) ISBN: 978-1-58648-217-6 (ediție paperback; PublicAffairs, 2004; ISBN: 978-1-58648-292-3).

- Societatea deschisă: Reformarea capitalismului global (PublicAffairs, 2001) ISBN: 978-1-58648-019-6.

- Cu Mark Amadeus Notturno, Știința și societatea deschisă: Viitorul filozofiei lui Karl Popper (Central European University Press, 2000) ISBN: 978-963-9116-69-6 (ediție paperback: Central European University Press, 2000; ISBN: 978-963-9116-70-2).

- [Criza capitalismului global: Societatea deschisă în pericol Verificați valoarea |url= (ajutor). PublicAffairs. 1998. ISBN 978-1-891620-27-0.](https://archive.org/details/crisisofglobalca0000soro_b4c2/page/n7/mode/2up}}).

- Soros despre Soros: Rămânând cu un pas înainte (John Wiley, 1995) ISBN: 978-0-471-12014-8 (ediție paperback; Wiley, 1995; ISBN: 978-0-471-11977-7).

- Deschiderea sistemului sovietic (Weidenfeld & Nicolson, 1990) ISBN: 978-0-297-82055-0 (ediție paperback: Perseus Books, 1996; ISBN: 978-0-8133-1205-7).

- Alchimia finanțelor (Simon & Schuster, 1988) ISBN: 978-0-671-66238-7 (ediție paperback: Wiley, 2003; ISBN: 978-0-471-44549-4).